# Arnegisclo

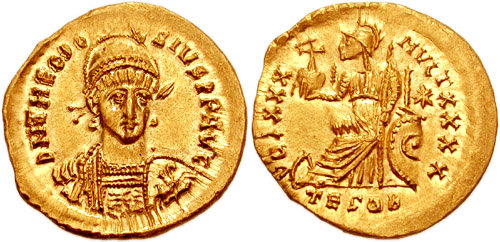
Soldo de Teodósio II r.

Arnegisclo (em latim: Arnegisclus), segundo Jordanes, também chamado como Arnigisclo (Arnigisclus) por Conde Marcelino, Ornigíosclo (em grego: Ορνίγισκλος) por Prisco de Pânio, Argagíoclo (em grego: Αργάγιοκλος) por Teófanes, o Confessor ou Anargíoclo (Ανάργιοκλος) pela Crônica Pascoal, foi um oficial militar bizantino do século V de possível origem gótica, que esteve ativo durante o reinado do imperador Teodósio II (r. 408–450). Ele era pai do futuro oficial e rebelde Anagasto. É citado pela primeira vez em 441, quando estava na Trácia e assassinou o mestre dos soldados João, o Vândalo à traição.
Em 443, foi enviado ao lado de Areobindo e Áspar por Teodósio II contra Átila, o Huno (r. 434–453) e foi pesadamente derrotado por ele. Seu posto é incerto, embora provavelmente fosse um conde dos assuntos militares (comes rei militaris). Ele desaparece das fontes pelos anos seguintes até reaparecer em 447, como mestre dos soldados da Trácia, provavelmente em sucessão a Teódulo. Nesse ano marchou de Marcianópolis contra Átila e encontrou-se com ele na Dácia Ripense, próximo ao rio Uto. Ele foi novamente derrotado e morto pelo rei huno após uma brava luta.